# Czesław Koziarski
Czesław Koziarski (ur. 6 października 1936 we Lwowie, zm. 21 listopada 2012) – polski inżynier mechanik. Absolwent z 1960 Politechniki Wrocławskiej. W 1970 obronił pracę doktorską. Od 2007 profesor na Wydziale Mechanicznym Politechniki Wrocławskiej. Otrzymał Złoty Krzyż Zasługi (1981) oraz Złotą Odznakę Politechniki Wrocławskiej (1978).